# Château de Beauregard (Saint-Péray)
Pour les articles homonymes, voir Château de Beauregard.
Le château de Beauregard est un château situé en France sur la commune de Saint-Péray, dans le département de l'Ardèche et la région Rhône-Alpes.

## Situation

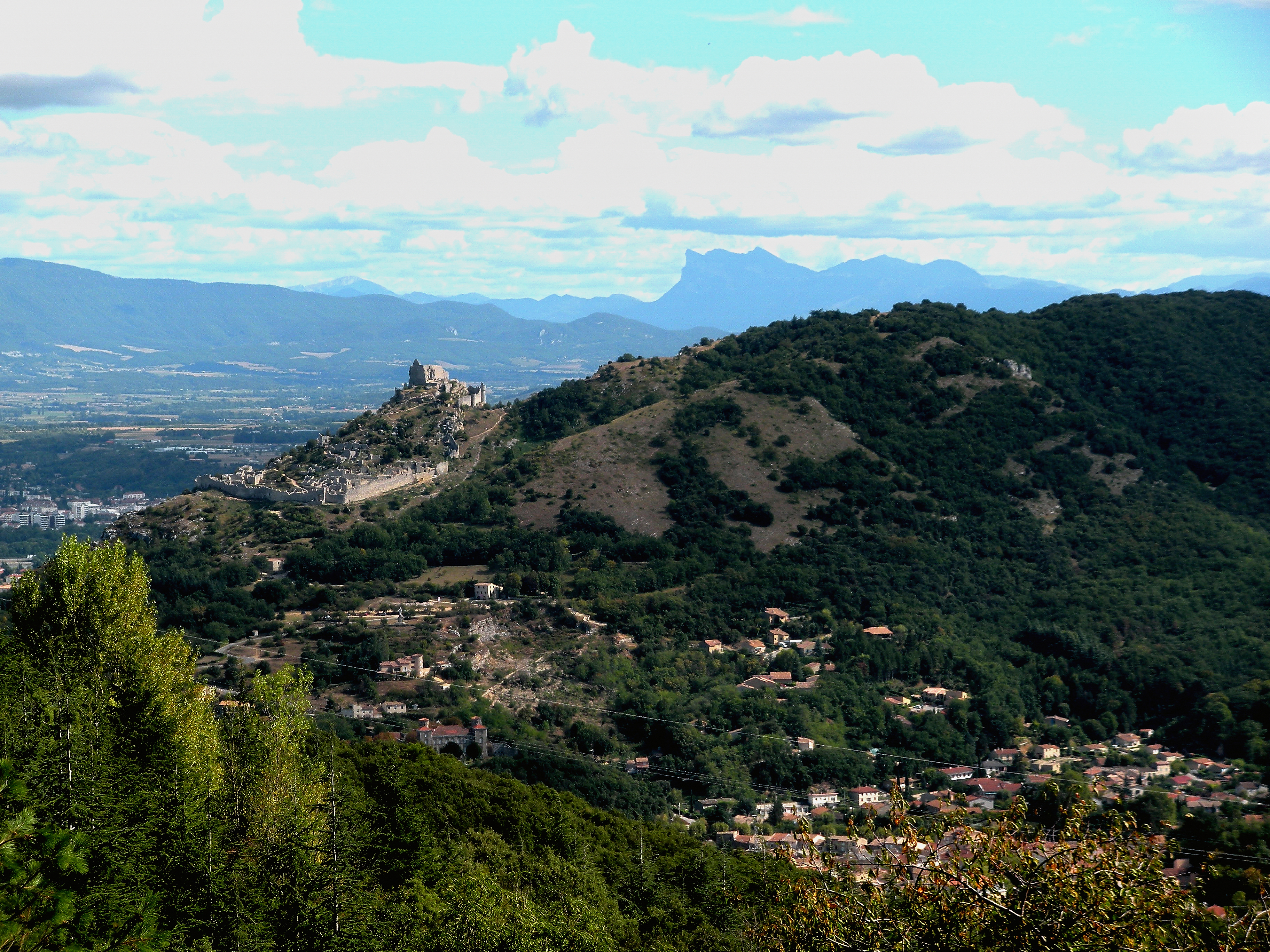
La montagne et le château de Crussol à St Péray, on peut apercevoir le château de Beauregard avec ses quatre tours distinctives.

La ville de Saint-Péray se situe en Haut Vivarais, au bord du Rhône et au pied de la montagne de Crussol. Le château est édifié à 250m d'altitude, en contrebas des majestueuses ruines du château de Crussol.

## Historique
La construction du château commence en 1640, et se termine en 1652. Le manoir de Beauregard est édifié sur des ruines déjà existantes par Claude Teste-Fernand de la Motte, bailli de Crussol qui voulait se rapprocher du village.
En 1696 Beauregard devient prison d'état, il pouvait accueillir jusqu'à 40 prisonniers environ.
En 1744, le mur d'enceinte actuel est construit, percé de 136 meurtrières.
En juillet 1791 l'assemblée Nationale Constituante abolit toutes les prisons d'état dont celle de Beauregard. Mais peu de temps après, la France Napoléonienne qui manque de prison réquisitionne le château de Beauregard jusqu'en 1819, juste après la construction de la prison de Privas.
Le château est ensuite transformé en cellier. C'est dans sa cave que la première champagnisation du vin de Saint-Péray a lieu en 1829.
Vers 1895, M. Joseph Badet loue les lieux, et le transforme en un restaurant très renommé. En 1918, son fils repris le flambeau jusqu'en 1922.
Beauregard est ensuite vendu en 1922 à M. Le Baron de Bouvier de Cachard.  Il le restaure, et construit un étage supplémentaire aux deux tours carrées et lui rajoute deux tours rondes et plus petites : c'est donc lui qui lui donna son apparence actuelle.
Les héritiers du Baron le revendent en 1947 à l'Association de Beauregard. Il appartient ensuite au diocèse de Viviers avant que la commune ne le rachète en 2020.

## Architecture
L'édifice se compose d'un corps de logis central, de deux pavillons carrés. Sous le rez-de-chaussée et le 1er étage avec de grandes fenêtres, il y a une grande cave avec une rigole (qui recueillait le vin des bouteilles éclatés) qui servait de promenoir aux détenus. Elle communique avec la terrasse nord. Les cachots seraient conservés, pas loin de l'ancienne oubliette qui se trouverait dans l'angle nord-ouest du château. À l'extérieur, du côté de Saint-Péray, se trouve, un magnifique jardin avec un puits.